# Église de l'Annonciation de Riga
Pour les articles homonymes, voir Église de l'Annonciation.
L'église de l'Annonciation est une église orthodoxe de Riga située au coin de la rue Gogol et de la rue Tourgueniev dans le quartier de Maskavas.

## Historique
Cette église de style néoclassique est construite en 1814-1818, selon les plans de l'architecte allemand de la Baltique Theodor Gottfried Schultz et financée par les marchands russes de la ville, dont la famille du marchand Moukhine, grand-père de la sculptrice Véra Moukhina qui y fut baptisée. Elle comprend trois nefs avec trois autels dans chacune. L'autel de la chapelle de gauche est consacré à l'Annonciation, celui de la nef centrale à saint Nicolas, patron des navigateurs et des négociants, et celui de la chapelle de droite à saint Serge de Radonège. L'église est d'abord nommée église Saint-Nicolas, puis renommée au milieu du XIXe siècle selon son vocable actuel.
L'église est surmontée en son milieu d'une coupole soutenue par huit colonnes, flanquée de quatre petites coupoles à petit bulbe bleu, toutes couronnées d'une croix. Le portail est surplombé d'un clocher octogonal de trois niveaux qui mélange le style baroque et le style néoclassique, ce dernier étant choisi pour les pilastres et les frontons de l'église. Il est surmonté d'une flèche.
L'iconostase date de 1859, ce qui en fait la plus ancienne de la ville. L'église possède des icônes datant du XVIe au XIXe siècle.